# گوئن ولز
گوئن ولز (انگلیسی: Gwen Welles؛ ۴ مارس ۱۹۵۱ – ۱۳ اکتبر ۱۹۹۳) یک هنرپیشه اهل ایالات متحده آمریکا بود.
از فیلم‌ها یا برنامه‌های تلویزیونی که وی در آن نقش داشته است می‌توان به یک جای امن، نشویل اشاره کرد.